# Bettiana Díaz
Lucía Bettiana Díaz Rey (Montevideo, 9 de febrero de 1988) es una política uruguaya, desde el 15 de febrero de 2025 ejerce como Senadora por el Movimiento de Participación Popular, Frente Amplio.

En 2008, tras comenzar su actividad laboral, participó de la creación de un sindicato que integró la Coordinadora de Calls Centers en la Federación Uruguaya de Empleados de Comercio y Servicios (FUECYS).
Inició su militancia política en el MPP y el Frente Amplio en el año 2008. En el año 2013 pasó a formar parte de la Dirección Nacional del MPP y del Comité Ejecutivo de Montevideo. Ese año participó de la campaña "No a la Baja" contra el plebiscito para bajar la edad de imputabilidad, el cual fue finalmente rechazada por el electorado en las elecciones del 2014.
En esas elecciones integró y fue elegida por la lista del Espacio 609 (coalición electoral formada por el MPP), como diputada suplente por el departamento de Montevideo. El 1° de octubre de 2017, ante la renuncia del diputado titular Gonzalo Mujica, quien había abandonado el Espacio 609, Díaz asumió como diputada titular, integrando las comisiones legislativas de Hacienda, Seguridad y convivencia y Especial con fines legislativos de transparencia, lucha contra el lavado de activos y crimen organizado.
El 15 de febrero de 2025 asume como Senadora.
Es estudiante de Ciencias Políticas en la Facultad de Ciencias Sociales de la Universidad de la República.